# 켈리 데구치
켈리 데구치(영어: Kelly Deguchi, 1999년 2월 13일~) 또는 데구치 켈리(일본어: 出口 ケリー)는 일본 태생 캐나다의 유도 선수이다. 2022년 코먼웰스 게임에서 은메달을 획득했으며 캐나다의 유도 선수 크리스타 데구치의 동생이다. 2021년 이전에는 아버지의 성을 따라 켈리 테일러(영어: Kelly Taylor)라는 이름으로 활동했다.

## 경력
켈리 데구치는 1999년 일본 나가노현 시오지리시에서 캐나다인 아버지 토머스 테일러(영어: Thomas Taylor)와 일본인 어머니 데구치 유키나(일본어: 出口幸奈) 사이에서 태어났고 언니 크리스타 데구치를 따라 할머니가 운영하던 미용실의 단골손님이었던 세이신칸 도장(일본어: 誠心館道場)의 관장에게서 유도를 시작했다. 그녀는 언니를 따라 마쓰쇼가쿠엔고등학교에 진학했고 고등학교를 졸업한 후 야마나시 가쿠인 대학에 입학했다.
마쓰쇼가쿠엔고등학교를 다니고 있을 때 학교 유도부 63kg 부문 대표 선수로 활동했고 2016년 고등학교 3학년일 때 돗토리현에서 열린 전국 고등학교 종합 체육대회 여자 63kg 부문에 출전해 1회전에서 패배했다. 이후 일본 여자 유도 선수로 활동하다가 2017년 언니가 복수국적을 인정하지 않는 일본의 국적법에 따라 일본 국적을 포기하고 캐나다 국적을 유지하기로 결정하면서 2018년 언니를 따라 일본 국적을 포기하고 캐나다 국적을 유지하기로 결정했다.
2019년 캐나다 국가대표로 발탁되었고  그 해 7월 몬트리올에서 열린 유도 그랑프리에 참가하여 국가대표 데뷔전을 가졌다. -57kg급에 출전한 데구치는 첫 상대인 미국의 어밀리아 펄젠티스를 꺾었으나 이스라엘의 팀나 넬손레비와 독일의 요하나 뮐러에게 패하여 최종 7위에 올랐다. 그 해 7월에는 주니어 국가대표가 되어 체코 프라하에서 열린 유러피언 주니어컵 대회에 참가했다. 켈리는 이 대회에서 동메달 결정전에 진출했으며 독일의 자이야 불하우스에게 패하여 5위에 올랐다.
켈리는 2021년 야마나시 가쿠인 대학을 졸업한 후 언니를 따라 닛폰 생명보험 유도부에 입단했다. 2022년 영국 버밍엄에서 열린 2022년 코먼웰스 게임에 참가하여 여자 유도 52kg 부문에 캐나다 대표 선수로 출전했다. 그녀는 결승전에서 오스트레일리아의 팅카 이스턴에 패배하며 은메달을 획득했다.
2024년 7월 언니 크리스타와 함께 프랑스 파리에서 열린 2024년 하계 올림픽에 캐나다 국가대표로 출전했다. 켈리는 이 대회 1번째 대결에서 일본의 아베 우타에게 패배했다.

## 개인사
켈리 데구치에게는 언니 크리스타 데구치가 있다. 크리스타도 켈리처럼 캐나다의 유도 선수로 활동하고 있으며 2024년 하계 올림픽 57kg 부문에서 금메달을 획득했다.